# Epicuphocera andina
Epicuphocera andina är en tvåvingeart som beskrevs av Townsend 1927. Epicuphocera andina ingår i släktet Epicuphocera och familjen parasitflugor.
Artens utbredningsområde är Peru. Inga underarter finns listade i Catalogue of Life.